# 唐朝文学
唐朝文学是指唐朝（618年—907年）的文学。唐朝文学空前繁荣，“诗歌”最为光彩夺目，唐朝被誉为诗歌的“黄金时代”。

## 背景

### 政治
唐朝自从李渊开国以来，使得它进入了一个高度繁荣昌盛的时期，唐朝是当时世界上最强大的国家之一。唐朝前期和中期吏治清明，贤能人士在位，国家在正常的轨道上飞速发展。唐朝政府对外开放，出现了丝绸之路。

### 经济
唐朝经过“休养生息”之后，经济活跃，交通便利，前后出现了“贞观之治”和“开元盛世”的局面，奠定了经济基础。

### 思想文化
唐朝思想禁锢非常少，文字狱少见，为文学的繁荣发展创造了思想环境。
唐朝政府儒释道兼用，各家思想兼容并蓄。
各级学校的建立，诗歌取士的科举制度，以及各帝王对文学的爱好和提倡，都使得唐朝文学空前繁荣。

### 社会
唐朝时期的中国人思想开放，没有固步自封，善于吸收各民族各国的优秀文化，西域的乐舞艺术、古印度的佛教、梵剧、古日本、古朝鲜的文学和唐朝的互相渗透、融合，才出现了豪放、富丽的唐朝文学。

## 各体裁

### 诗歌
唐朝诗歌空前绝后，达到了中国古典诗歌的巅峰。唐诗题材宽广、流派纷繁、风格多样、作者普及、流传广泛，前人不及、后人也难以望其项背。不论是政治生活、咏史抒怀、深宫闺怨、边塞烽火、田园山水、爱情恋曲、羁旅游子、琴棋书画等，都能被诗歌所描述和歌咏，都涌现了上乘佳作。边塞诗、田园诗、宫廷诗，浪漫主义、现实主义，豪放派、婉约派，百花齐放百家争鸣，举凡帝王将相、才子佳人、黎民百姓、村叟樵夫，都能作诗写诗。唐诗群星璀璨、熠熠生辉，诞生了李白、杜甫、白居易三位世界级影响力的伟大诗人。唐诗思想和内容深刻，艺术水平高超绝伦，已经成为中华文化的瑰宝和遗产。
唐朝诗歌的繁荣是在《诗经》、《楚辞》等文化脉络上一脉相承而来的，古典诗歌经过了汉乐府、民歌、建安七子、晋朝诗歌、南北朝乐府诗等传承和发扬，为古典诗歌的成熟创造了环境和养分。唐朝之前，五言诗和七言诗基本上成熟。南朝的“声律说”兴起，人们被“四声”的区分，“平仄”的运用、“对仗”的追求，使得唐朝出现了韵律美和写作技法。
唐诗一般分为：初唐、盛唐、中唐、晚唐四个时期。
初唐诗人沿袭南朝的“浮艳”诗风，作品缺乏真情实感和充实内容。陈子昂出现在文坛后，极力主张诗歌风格改革，其诗歌，内容充实、感情丰富、语言刚健质朴，为唐诗的发展开辟了新的道路，陈子昂也被誉为唐诗革新的先驱者。
盛唐时期，是古典诗歌的繁荣时期，诗歌成就最大，诗人辈出。山水田园诗派有孟浩然、王维；边塞诗有高适、岑参；浪漫主义诗人李白和现实主义诗人杜甫分别代表了两派的最高峰，人称“李杜”。孟浩然的“春眠不觉晓，处处闻啼鸟”、高适的“大漠穷秋塞草衰，孤城落日斗兵稀”、岑参的“轮台九月风夜吼，一川碎石大如斗，随风满地石乱走”是脍炙人口的名句。李白的诗歌，想象丰富，艺术手法夸张，韵调清新激越，风格豪迈雄奇，语言明快生动，达到了浪漫主义的最高峰；杜甫的诗歌，深刻反映了唐朝从盛唐由盛转衰的历史过程，其风格沉郁雄浑，艺术成就高超，代表了现实主义诗歌的最高峰，李白的《蜀道难》、《望庐山瀑布》，杜甫的《三吏》、《三别》，都是千古绝唱。
中唐，白居易主张诗歌改革，提出“诗歌合为事而作”，诗歌要反映现实生活，他的诗歌语言通俗，传播广泛，在古朝鲜、古日本，广为流传。
晚唐，唐帝国已经日薄西山，诗人都充满了忧国忧民的情调，杜牧、李商隐，人称“小李杜”，他们的咏史诗歌，借古讽今，感人泪下，如“一骑红尘妃子笑，无人知是荔枝来”。

### 文章
唐朝的文章以“散文”成就为最高，代表性人物是韩愈、柳宗元，代表性散文是《师说》、《杂说》、《黔之驴》、《捕蛇者说》。
韩愈、柳宗元反对魏晋时期以来的只讲形式、内容空洞的“骈文”，主张学习和发扬先秦两汉的散文，创作形式活泼、内容充实的散文。韩愈的文章语言凝练、气势磅礴，柳宗元的文章文笔生动、寓意深刻，他们二人对古典散文作出了承前启后的贡献。

## 小说
唐朝小说的代表性就是“唐传奇”，追求“离奇”的短篇小说，优秀代表性作品有元稹的《崔莺莺传》，白行简的《李娃传》，陈鸿的《长恨歌传》，李朝威的《柳毅传》，蒋防的《霍小玉传》等。唐朝“传奇”文学的诞生，标志着小说开始走向成熟。唐传奇主要是分为三类：神怪故事、恋爱故事、侠义故事，它主要是满足市民阶层的需要而发展。
其次是“变文”，就是一种民间说唱艺术，它由佛教寺院以通俗故事宣传经义发展起来，代表性作品有：《目莲变文》《伍子胥变文》《王昭君变文》《秋胡变文》等。

## 戏剧
唐朝开始有了“戏剧”一词，唐朝的戏剧主要是“全能戏、歌舞戏、参军戏、傀儡戏”，唐朝的戏剧受到西域戏剧的影响，也吸收了古印度梵剧的营养，形成了唐朝戏剧，并且传播到朝鲜半岛、古日本等。
西域戏剧，主要是龟兹戏剧，龟兹本地乐器“筚篥”是主奏乐器，他们改良了源于西亚的“竖箜篌”和“曲项琵琶”，唐朝时期传入中土并且风行各地，远播至古日本、古朝鲜、古缅甸、古越南。西域戏剧里常用的道具“披帛彩带、缨络花绳”也被唐朝戏剧采用。
梵剧，是古印度的戏剧，它伴随着印度佛教传入唐朝，时间是公元7世纪左右，梵剧《舍利弗剧》、《弥勒会见记》剧本后来曾在新疆出土。